# Bestätigter Bundesbank-Scheck
Der bestätigte Bundesbankscheck (früher „bestätigter LZB-Scheck“, umgangssprachlich auch einfach „Bundesbankscheck“) ist ein besonders gesichertes Zahlungsmittel der Deutschen Bundesbank mit einer befristeten Einlösegarantie. Rechtsgrundlage ist nicht das Scheckgesetz, sondern § 23 BBankG.
Die bezogene Bundesbank-Filiale bringt auf der Rückseite des Schecks einen Bestätigungsvermerk an, der die Bestätigungsfrist, den Betrag und die Bestätigung, dass dieser Scheck zur sofortigen vorbehaltlosen Gutschrift auf dem Girokonto des Einlösenden hereingenommen werden kann, enthält. Gleichzeitig belastet die Bundesbank das Girokonto des Ausstellers bei der Bundesbank mit dem Scheckbetrag zuzüglich einer Bearbeitungsgebühr. Mit Ablauf der 8-tägigen Bestätigungsfrist des Schecks erlischt die Haftung der Bundesbank. Wird der Scheck nach Ablauf der Frist vorgelegt, behandelt ihn die Bundesbank im Rahmen des vereinfachten Scheck- und Lastschrifteinzugs wie einen unbestätigten Scheck.
Die Barauszahlung eines bestätigten Bundesbankschecks ist grundsätzlich bei allen Filialen der Deutschen Bundesbank möglich, sofern nicht ein die Barauszahlung ausschließender Vermerk (z. B. „Nur zur Verrechnung“) auf dem Scheck angebracht wurde.
In der Praxis beschaffen Banken ihren Kunden bestätigte Bundesbankschecks, indem sie Schecks auf ihr Bundesbankkonto ziehen, sie bestätigen lassen und dem Kunden aushändigen.
Bestätigte Bundesbankschecks finden bei Rechtsgeschäften Verwendung, die üblicherweise sofortige Barzahlung bei Zuschlag erforderlich machen, wie beispielsweise Auktionen oder Zwangsversteigerungen.